# It’s Still Living
It’s Still Living — концертный альбом австралийской постпанк-группы The Birthday Party, изданный в 1985 году.

## Об альбоме
It’s Still Living был записан группой 15 января 1982 года в Мельбурне. На этом концерте были исполнены композиции с альбомов Prayers on Fire и Junkyard, при чём последний на тот момент ещё не был издан. Запись отличает очень плохое качество звука, омрачённое, помимо всего прочего, техническими сбоями: короткими замыканиями и постоянным треском усилителей. Фотография для обложки была сделана альбома Питером Милном летом 1981 года, на ней запечатлено возвращение The Birthday Party в родной город после первой поездки в Лондон. Оригинальное изображение хранится в Национальной библиотеке Австралии. It’s Still Living был выпущен лейблом Missing Link Records в 1985 году, уже после того, как коллектив прекратил своё существование.

## Список композиций
| №   | Название                               | Длительность |
| --- | -------------------------------------- | ------------ |
| 1.  | «King Ink»                             | 5:23         |
| 2.  | «Zoo Music Girl»                       | 3:06         |
| 3.  | «The Dim Locator»                      | 4:14         |
| 4.  | «She's Hit»                            | 6:17         |
| 5.  | «A Dead Song»                          | 2:42         |
| 6.  | «(Sometimes) Pleasure Heads Must Burn» | 2:50         |
| 7.  | «Junkyard»                             | 6:18         |
| 8.  | «Blast Off»                            | 2:20         |
| 9.  | «Release the Bats»                     | 3:14         |
| 10. | «Nick the Stripper»                    | 4:22         |
| 11. | «Big Jesus Trash Can»                  | 3:47         |
| 12. | «Dead Joe»                             | 3:36         |

## Участники записи
- Ник Кейв — вокал
- Мик Харви — гитара
- Роланд С. Говард — гитара
- Трейси Пью — бас-гитара
- Филл Калверт — ударные